# Наша файта
«Наша фа́йта» — український анімаційний вебсеріал, створений на однойменній закарпатській студії. Дія серіалу відбувається на Закарпатті.
Стилістично серіал порівнюють із культовими Футурамою та Сім'янином. Автори використовують гумор, що ґрунтується на місцевих особливостях регіону.
Всього вийшло 5 епізодів, які станом на 12 червня 2024 сумарно зібрали 3,2 млн переглядів. Перші два епізоди опубліковано на ютуб-каналі «Студія Ідей Карман», наступні дві — на каналі «Наша Файта», а п'ята — знову на каналі «Студія Ідей КарМан».
11 червня 2024 один із авторів серіалу Михайло Карпенко оголосив, що нових серій більше не буде — натомість вийде повнометражна адаптація.

## Історія створення
Ідея мультсеріалу про Закарпаття належить двом колишнім гравцям у КВН — Михайлу Карпенку та Павлу Мандзичу. До мультсеріалу автори займалися політичною сатирою і стали авторами мему «Совпадєніє? Не думау». Ця сатира на соціальне та політичне життя в Україні часів режиму Януковича знайшла відображення і у «Нашій файті», яка почала виходити напередодні Євромайдану.
За планом авторів, перший сезон мав складатися із десяти 10-хвилинних серій. У підсумку вийшло всього 5 серій різної тривалості і загальна історія залишилася не завершеною.
У 2019 вийшов 6-хвилинний спецепізод «Перший закарпатський автомобіль», який не має стосунку до основної сюжетної лінії.
Слово «файта» в русинському діалекті означає «родина», «родичі».

## Синопсис
Головний герой — Сєрий — втрачає дівчину і роботу і гине під колесами вантажівки. На вході до раю апостол дає йому другий шанс на життя за умови, якщо він знайде Мирослава Ракатоша, бо «тіки цей мужик може вселити в тебе любов до життя». Разом зі своїм котом Міккі Сєрий починає мандри по Закарпаттю в пошуках Мирослава Ракатоша.

## Список епізодів
| Номер серії | Назва                       | Сценарист                                                         | Дата виходу       | Переглядів (тис.) |
| ----------- | --------------------------- | ----------------------------------------------------------------- | ----------------- | ----------------- |
| 1           | «Welcome to Закарпаття»     | Михайло Карпенко Павло Мандзич                                    | 11 листопада 2013 | 872               |
| 2           | «Перша подорож»             | Михайло Карпенко Павло Мандзич Мирослав Карбованець Михайло Лутак | 18 березня 2014   | 508               |
| 3           | «Хустські пригоди»          | Михайло Карпенко Павло Мандзич Мирослав Карбованець Михайло Лутак | 2 жовтня 2014     | 586               |
| 4           | «Тячівщина (частина перша)» | Михайло Карпенко Павло Мандзич                                    | 1 травня 2015     | 601               |
| 5           | «Тячівщина (частина друга)» | Михайло Карпенко Павло Мандзич Мирослав Карбованець               | 17 травня 2016    | 631               |

## Сприйняття
Серіал одразу набув популярності на Закарпатті. За словами Михайла Карпенка, за три місяці після прем'єри не було такого дня, щоб авторів не питали «А коли вийде друга серія?». 
Оглядач Українського тижня Максим Нестелєєв включив серіал до переліку найважливіших мультсеріалів періоди незалежності: «У цьому казково-абсурдному помежів'ї можливо все: вулкан з боґрачу, паприкаш-барон, шлюб із бринзою, місцевий „Титанік“ із назвою „Хустяник“ тощо».

## Рімейк
11 червня 2024 стало відомо, що студія Animagrad випустить рімейк «Нашої файти» у форматі повнометражного мультфільму. Креативним продюсером проєкту стане Антоніо Лукіч.
10 вересня 2024 вийшов перший тизер повнометражки.